# Corrhenes macmillani
Corrhenes macmillani là một loài bọ cánh cứng trong họ Cerambycidae.